# Yllka Mujo
Yllka Mujo (ur. 15 października 1953 r. w Tiranie) – albańska aktorka, siostra aktora Agimu Mujo. 

## Życiorys
Po ukończeniu klasy wokalnej w liceum artystycznym Jordan Misja w Tiranie zdecydowała się na studia aktorskie. W 1974 ukończyła studia na wydziale dramatu w Instytucie Sztuk w Tiranie i podjęła pracę w Teatrze Ludowym (alb. Teatri Popullor).
Na dużym ekranie zadebiutowała w 1970, jeszcze w czasie studiów grając Almę w filmie fabularnym I teti ne bronz. Za rolę Zany w filmie Taulanti kërkon një motër została wyróżniona na VI Festiwalu Filmów Albańskich. Zagrała w 12 filmach fabularnych.
W 1995 otrzymała nagrodę im. Aleksandra Moisiu za najlepszą rolę teatralną za rolę Julii w dramacie Fernando Krapp napisał do mnie ten list Tankreda Dorsta. Przez władze Albanii została wyróżniona tytułem Zasłużonego Artysty (alb. Artist i Merituar). W 2015 została jurorką Międzynarodowego Festiwalu Filmowego w Monte Carlo.
Była dwukrotnie zamężna. Drugi mąż Gjergji Zaharia jest aktorem, miała z nim dwoje dzieci. Jest matką aktorki i piosenkarki Elii Zaharii (w latach 2016-2024 księżnej Albanii jako żony pretendenta do tronu Albanii, księcia Leki) i aktora Amosa Zaharii.

## Role filmowe
- 1970: I teti ne bronz jako Alma
- 1971: Malet me blerim mbuluar jako Lilo Laba
- 1975: Beni ecën vetë jako Leta
- 1975: Rrugicat, që kërkonin diell jako Semi
- 1976: Zonja nga qyteti jako Shpresa
- 1977: Kur hidheshin themelet jako Lulja
- 1984: Taulanti kërkon një motër jako Zana
- 1988: Rikonstruksioni jako Ajkuna
- 1990: Inxhinieri i minieres jako Dafina
- 1990: Shpella e piratëvet jako Eva
- 2003: Lettere al vento jako Nina
- 2003: Lule të kuqe, lule të zeza jako Liliana
- 2009: Albańczyk jako matka Etlevy
- 2009: Miesiąc miodowy jako Vevo
- 2023: Rohbau jako Artjona